# Richard Gradley
Richard „Dick“ Gradley (* 6. März 1932 in London; † 10. September 2022) war ein britischer Kunstturner.

## Karriere
Richard Gradley wurde 1932 im Londoner Stadtteil East End geboren und begann als Jugendlicher mit dem Boxsport. Im Alter von 18 Jahren trat er der British Army bei. Bei einem Boxkampf erlitt er jedoch eine Verletzung, bei der Blutgefäße platzten, wodurch er seine Boxkarriere nicht fortsetzen konnte. Aufgrund dessen wechselte Gradley zum Turnen und trat dem Royal Army Physical Training Corps bei.
Seine ersten großen internationalen Auftritte hatte Gradley bei den Europameisterschaften 1957 in Paris und ein Jahr später bei den Weltmeisterschaften in Moskau. Bei den Olympischen Sommerspielen 1960 in Rom ging Gradley in allen Disziplinen an den Start. Es folgten zwei weitere WM-Teilnahmen (1962 und 1966). Trotz seines Erfolgs wurde Gradley aufgrund der Dominanz von Nik Stuart nie britischer Meister.
1966 verließ Gradley die British Army und wurde Turn- und Fitnesstrainer am Leeds Athletic Institute. Im selben Jahr war er erneut Teil des Teams, das den Adams Shield gewann. Als Trainer gewann das Team aus Leeds in den 1970er Jahren noch dreimal den Titel.